# Ulricehamn (đô thị)
Đô thị Ulricehamn (Ulricehamn kommun) là một đô thị ở hạt Västra Götaland phía tây Thụy Điển. Thủ phủ là thành phố Ulricehamn.
Đô thị hiện nay được thành lập trong cuộc cải cách chính quyền địa phương năm 1974 khi thành phố Ulricehamn được hợp nhất với 3 đô thị nông nghiệp cũ (các đô thị này được lập năm 1952 thông qua việc hợp nhất các đô thị nhỏ hơn).

## Phát triển Công nghiệp và Xã hội
Sự xuất hiện của đường sắt vào năm 1874 đánh dấu sự bắt đầu của quá trình công nghiệp hóa ở Ulricehamn, với ngành công nghiệp dệt may trở thành một trụ cột kinh tế chính, tương tự như thành phố Borås gần đó.
Thế kỷ 20 chứng kiến sự phát triển của ngành du lịch tại Ulricehamn, đặc biệt là du lịch nghỉ dưỡng và sức khỏe, tập trung quanh sanitorium Vintersanatoriet, sau đó được biết đến là Kurhotellet.

## Các trung tâm dân cư
- Blidsberg
- Dalum
- Gällstad
- Hulu
- Hökerum
- Marbäck
- Nitta
- Rånnaväg
- Timmele
- Trädet
- Ulricehamn (thủ phủ)
- Vegby
- Älmestad